# Comandante Cigala Fulgosi
Die Comandante Cigala Fulgosi (Kennung: P490) ist ein Patrouillenboot der Cigala-Fulgosi-Klasse der italienischen Marine, das seit 2001 in Dienst steht.

## Geschichte
Das Schiff wurde nach dem italienischen Offizier Giuseppe Cigala Fulgosi benannt. Nach dem Stapellauf am 7. Oktober 2000 erfolgten ab dem 27. April 2001 Probefahrten und am 31. Juli 2001 wurde es an die Italienische Marine übergeben. Das Motto des Schiffs lautet „Virtutis fortuna comes“ (Tugend gedeihe kommt), das zuvor dem Zerstörer San Martino der Regia Marina zugeordnet war. Im Februar 2003 absolvierte die Comandante Cigala Fulgosi zusammen mit den Minenjagdbooten der Lerici-Klasse Chioggia und Viareggio eine Übungskreuzfahrt ins Arabische Meer. Am 29. Mai 2003 wurden sie abberufen und ab dem 5. Juni unterstützten sie das Amphibische Angriffsschiff San Giusto bei der Sicherung des Seewegs im Persischen Golf.
Am 29. Juni 2003 verließ die Comandante Cigala Fulgosi die Mission und erreichte am 19. Juli den Heimathafen. Vom 1. November bis zum 31. Dezember 2006 unterstützte sie den Einsatzverband Standing NATO Maritime Group 2 der NATO im Mittelmeer. Im Zeitraum vom 1. September 2008 bis 5. Dezember 2008 war sie Teil der European Maritime Force bei der UN-Friedenserhaltungsmission IMPARTIAL BEHAVIOR vor der Küste des Libanon. Die Besatzung wurde für die Teilnahme an der UNIFIL-Mission am 27. November 2008 unter Kapitän Maximilian of Fregata Grazioso mit der UN-Medaille geehrt.
Vom 7. bis zum 12. Juni 2009 nahm die Comandante Cigala Fulgosi  an der Marineübung „Adrion Livex 09“ teil, bei der alle Anrainer der Adria und des Ionischen Meers teilnahmen. Das Schiff wurde vom 5. November bis 1. Dezember 2009 ein zweites Mal für die UN-Friedenserhaltungsmission IMPARTIAL BEHAVIOR abgestellt.
Im Mai 2019 kreuzte die Comandante Cigala Fulgosi im Einsatz für die „Operazione Mare Sicuro“ vor der libyschen Küste. Hierbei stand die Sicherung der Bohrplattformen der Firma Eni vor Libyen und des Schiffs Capri, das im Hafen von Tripolis die „Operazione Mare Sicuro“ logistisch unterstützte, im Vordergrund. 43 Seemeilen (etwa 80 km) vor der Küste entdeckte man am 9. Mai 2019 ein Flüchtlingsboot, das kurz vor dem Sinken stand. Die Comandante Cigala Fulgosi drehte bei und nahm die 36 Menschen, darunter acht Kinder und zwei Frauen, an Bord.
Als der italienische Innenminister Matteo Salvini von der Rettung der Flüchtlinge hörte kritisierte er das Verhalten des italienischen Kapitäns. Dieser hätte nach Salvinis Meinung abwarten müssen, bis die libysche Küstenwache die Flüchtlinge aufgenommen und zurück nach Libyen gebracht hätte. Der Kapitän verwies darauf, dass sein Handeln internationalem und italienischem Recht entsprochen hätten. Um ein ähnliches Szenario wie im August 2018 zu vermeiden, bei der Salvini zunächst dem italienischen Küstenwachenschiff U. Diciotti mit Flüchtlingen an Bord untersagte in einem italienischen Hafen anzulanden, klärte Ministerpräsident Giuseppe Conte, dass die Flüchtlinge von anderen EU-Ländern aufgenommen würden. Nun erlaubte er dem Schiff Stromboli, das die Flüchtlinge inzwischen aufgenommen hatte, in Augusta die Menschen an Land zu bringen.